# Gadus morhua

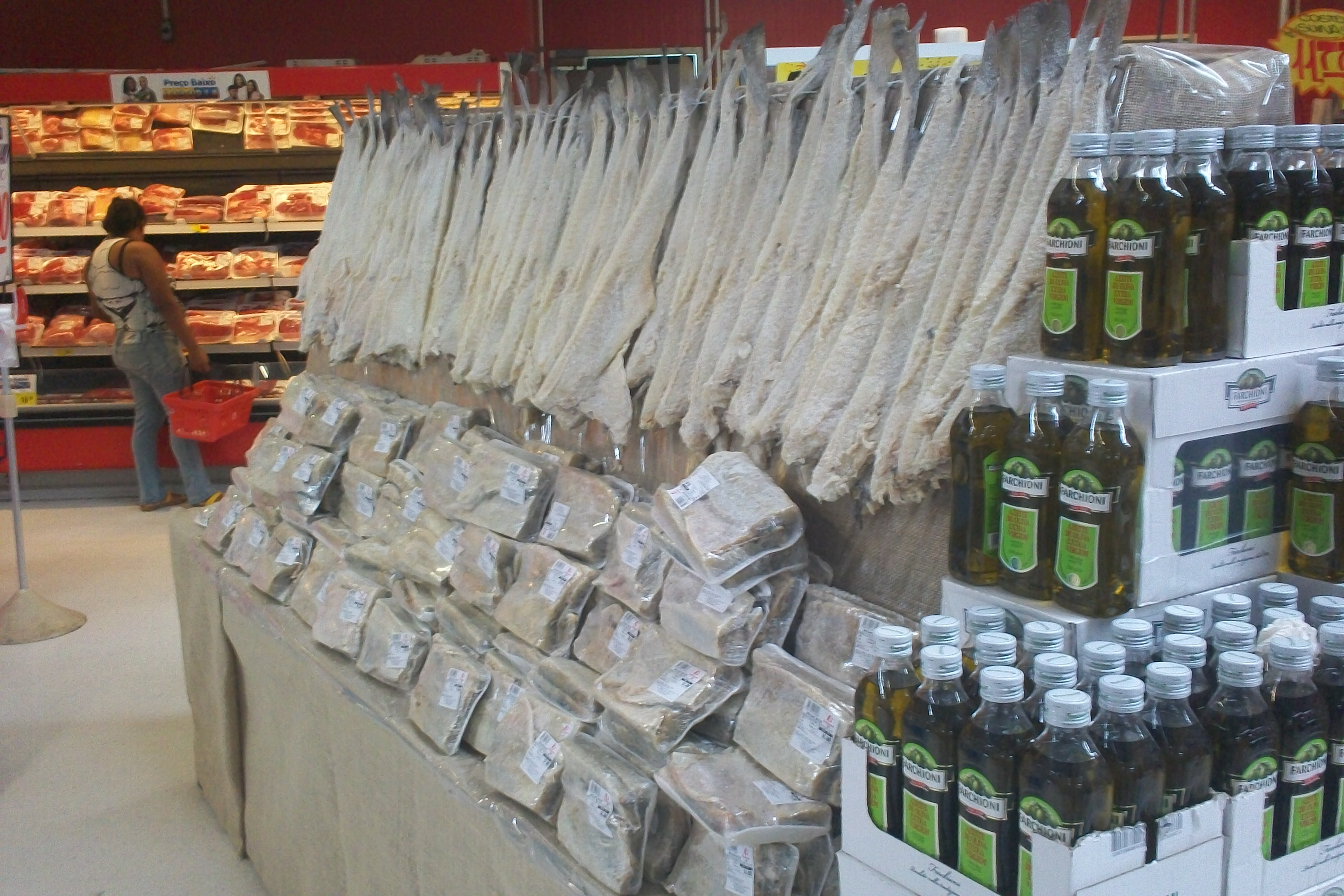
Venta de bacalao seco y salado en un supermercado.

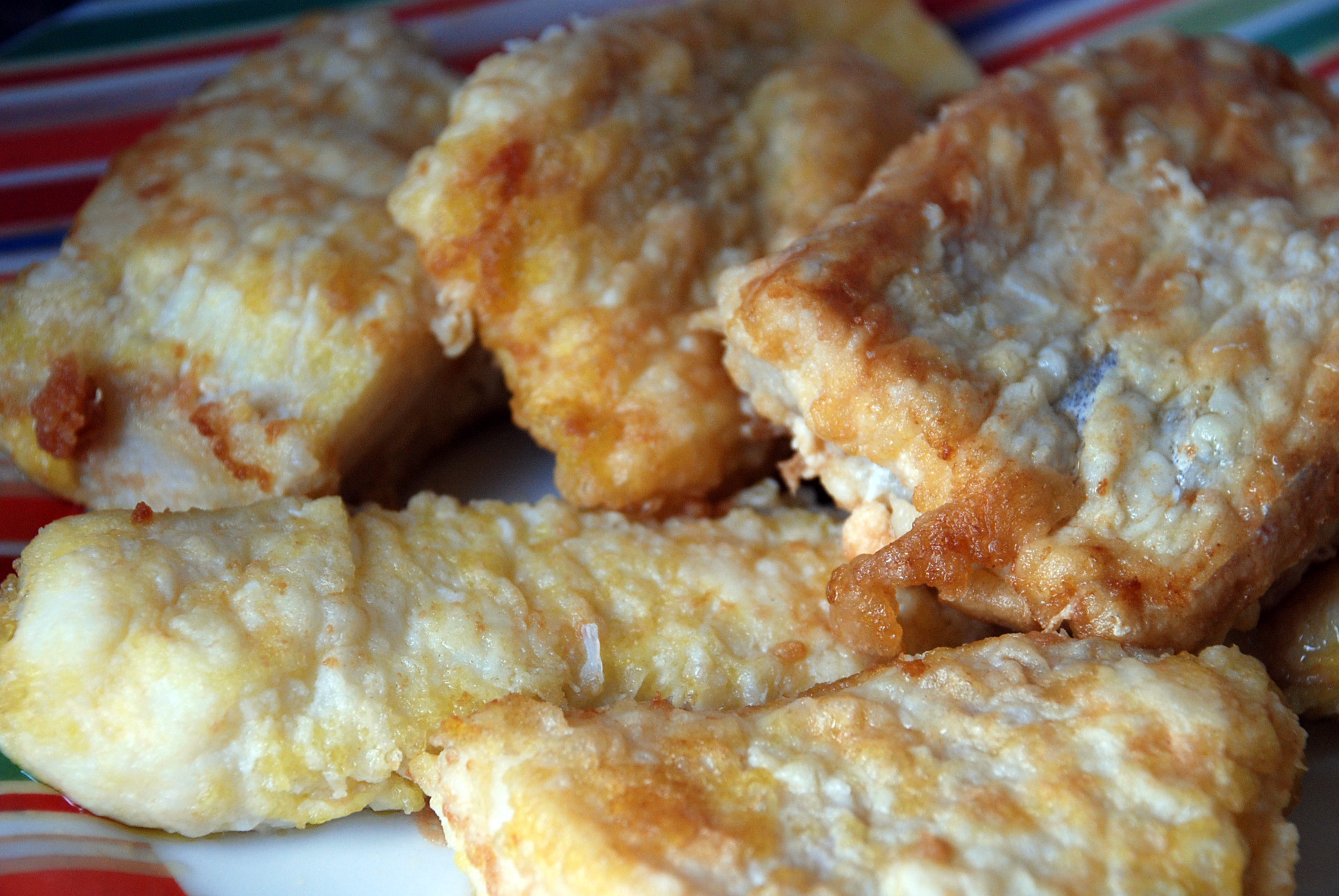
Bacalao rebozado.

El bacalao común, bacalao del Atlántico, bacalao de Noruega o bacalao noruego (Gadus morhua) es una de las cerca de 60 especies de la familia de peces migratorios Gadidae. Vive en mares fríos del norte. Por lo general el bacalao del Atlántico es de tamaño pequeño, aunque algunos ejemplares pueden alcanzar los 45 kilogramos de peso con un tamaño de hasta casi 1,65 metros. Presenta tres aletas dorsales y un fuerte barbillón en el mentón. Se alimenta de otros peces más pequeños, como el arenque (Clupea harengus) o la sardina (Sardina pilchardus).
Otras especies de bacalao (género Gadus) son el bacalao del Pacífico (Gadus macrocephalus) y el bacalao de Groenlandia (Gadus ogac). 
El origen etimológico presenta ciertas dudas,[cita requerida] a pesar de que la RAE afirme que procede del euskera bakailao, y este a su vez del neerlandés bakeljauw, metátesis de kabeljauw.

## Usos del bacalao

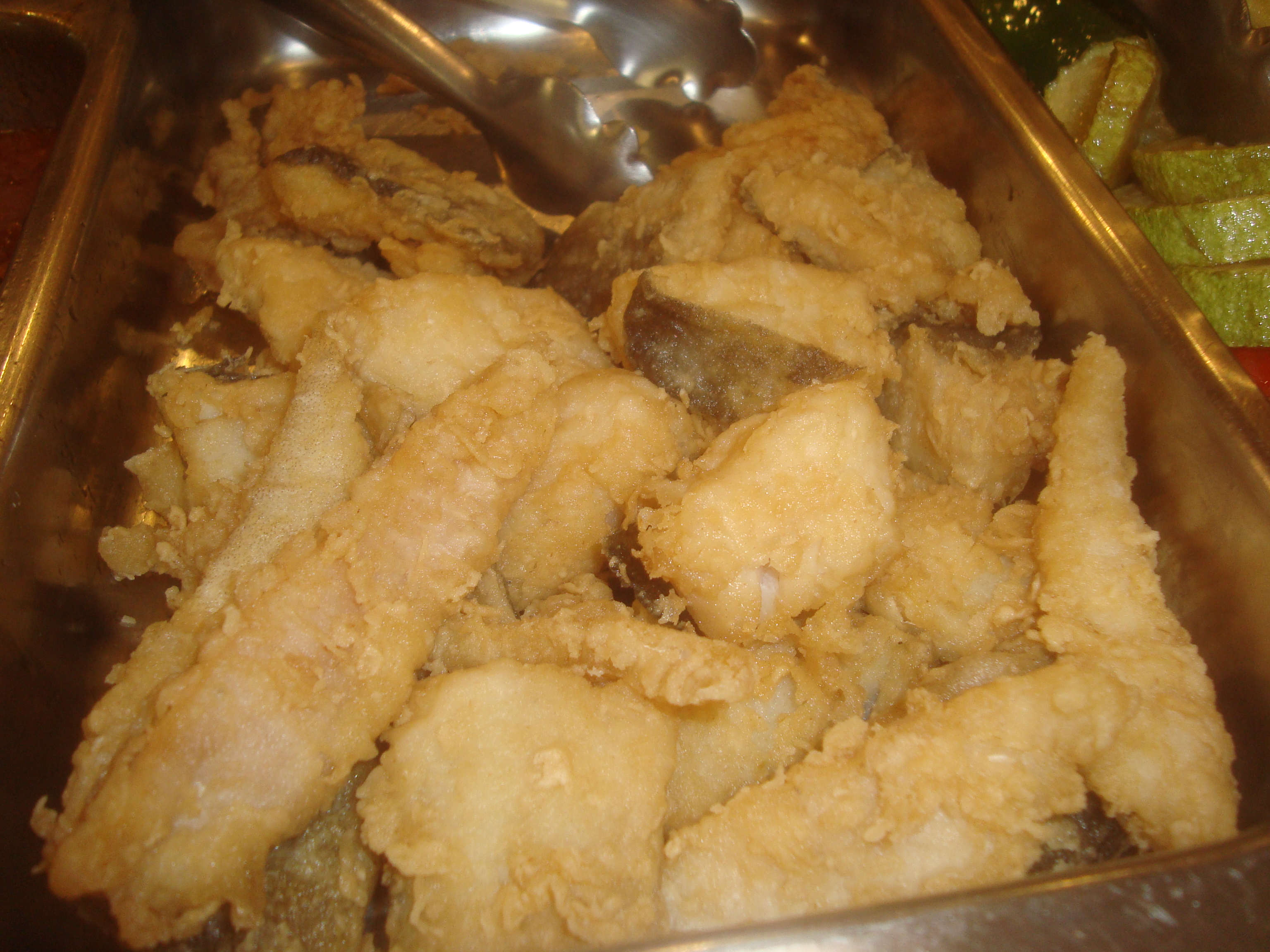
Bacalao rebozado y frito (España).

El bacalao en salazón es una forma de procesar el bacalao que consiste en desecarlo mediante sal (salazón). Esta presentación hace que se pueda conservar durante meses en un lugar seco. El bacalao es apreciado por su carne y por el aceite de su hígado. El aceite de hígado de bacalao es extremadamente rico en ácidos grasos Omega-3, así como en vitamina A y vitamina D. De hecho, estas propiedades fueron muy explotadas durante años, suministrándose el aceite crudo a los niños como complemento alimenticio para la fijación del calcio en los huesos. 
Otras especies comestibles similares incluyen el abadejo, el carbonero y el eglefino. Este último, en particular, ha sido esquilmado por las redes de arrastre de los grandes barcos factoría. 
El bacalao es objeto de pesca abusiva en el Atlántico norte, donde, desde el siglo XVI, faenan los barcos europeos, especialmente en Terranova y Gran Sol. La importancia económica, social y cultural de esta pesca se pone de manifiesto por los numerosos enfrentamientos entre las potencias pesqueras por el control de los caladeros, que es el origen del actual sistema de Derecho internacional marítimo, del desarrollo de asentamientos humanos de bastante importancia y de muchas obras literarias. 
El bacalao puede consumirse fresco o seco en salazón, siendo necesario en este caso desalarlo para su consumo. La salazón de bacalao permitió durante siglos a numerosas poblaciones continentales europeas disponer de reservas proteínicas. El bacalao seco contiene 62 gr por cada 100 gr de porción comestible y un 18 por cien sin desecar. De hecho, muchos de los viajes de los navegantes ibéricos no hubieran sido posibles sin contar con este producto.
Existen numerosas recetas para cocinar el bacalao. Cuando se consume seco y desalado, la receta para cocinarlo suele formar parte de una de las siguientes cinco grandes familias culinarias: crudo (esqueixadas, sushi), asado al horno o a la brasa, en salsa (a la vizcaína, al pil-pil, á braz), con crema de leche o mantequilla (com natas, conventual) y dulce (a la miel).  

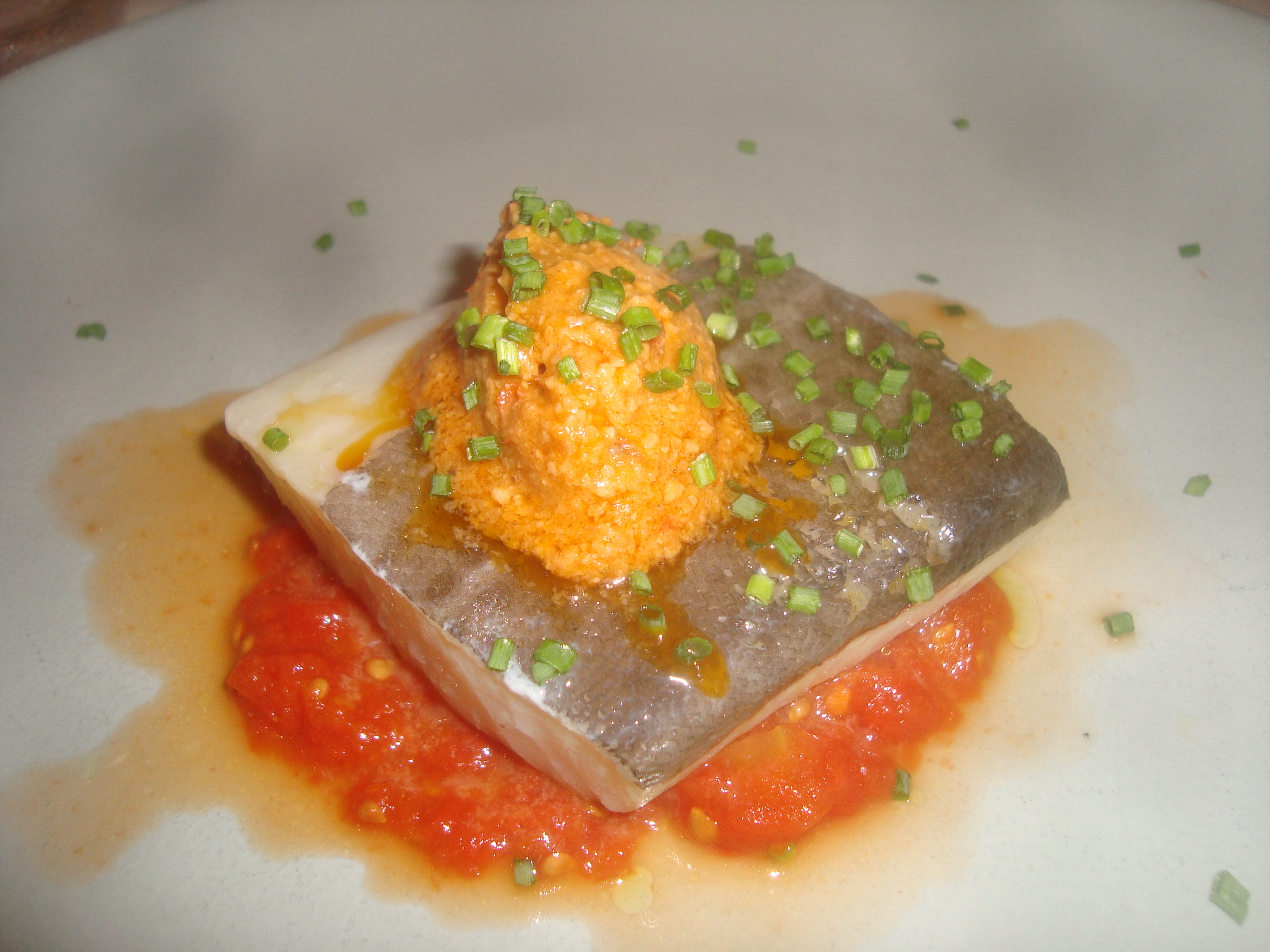
Bacalao confitado sobre un fondo de tomate de colgar asado.

El bacalao "Club Ranero" es una curiosa y anecdótica variante del bacalao al pil-pil al que se le quita la mitad de la salsa, que se completa con otro tanto de salsa vizcaína, y se añade una fritada de pimientos verdes y cebolla. El célebre cocinero de la Sociedad Bilbaína, Alexandre Caverivière, fue el creador de este plato de forma casual cuando cocinaba con unos amigos en otro lugar. 
El bacalao en sus diversas formas de preparación es plato común en países como España, Portugal, México (cena navideña) y otros países centroamericanos.